# Хиндемит (филм)
Вижте пояснителната страница за други значения на Хиндемит.
„Хиндемит“ е български игрален филм (комедия, драма) от 2008 година, по сценарий и режисура на Андрей Слабаков. Оператори са Ненад Бороевич, Димитър Гочев и Радослав Спасов.

## Сюжет
Две съвсем подобни семейства се мъчат да съжителстват в нов квартал, близо до панелен жилищен комплекс. Отначало се харесват, но постепенно симпатията се превръща в ненавист. Една от причините за това е желанието им да се различават едни от други, но колкото повече се стараят да се отличават, толкова повече си заприличват не само в психологически план, но и физически. Защото имат една и съща представа за „различно“.

## Награди
- Специалната награда на журито на 16 МФФ „Любовта е лудост“, (Варна'2008);
- Наградата на критиката на 16 МФФ „Любовта е лудост“, (Варна'2008);
- Наградата за женска роля на Ернестина Шинова на 28 Фестивал на българския игрален филм „Златната роза“, (Варна'2008);
- Наградата за главна женска роля на Ернестина Шинова за 2008, присъдена от НФЦ и СБФД на Годишните награди за българско филмово изкуство, (2009);
- Наградата за поддържаща мъжка роля на Петър Слабаков за 2008, присъдена от НФЦ и СБФД на годишните награди за българско филмово изкуство, (2009);
- Награда за най-добър сценарий на МФФ (Клуж'2010).

## Актьорски състав
- Ернестина Шинова
- Деян Донков
- Петър Слабаков
- Валентин Танев
- Валентин Ганев
- Иван Павлов
- Тончо Токмакчиев
- Малин Кръстев
- Нети
- Иван Панев
- Бойка Велкова
- Койна Русева
- Стефка Янорова
- Линда Русева
- Магърдич Халваджиян
- Юлиян Вергов
- Дони
- Орлин – Хиндемит
- Досьо Досев
- Люба Алексиева